# Религија у Републици Српској
Религија у Републици Српској (2013)
Вјера вијековима представља основ духовног и културног живота људи. Велики утицај на културу простора Републике Српске оставило је преплитање религија, култура и цивилизација. Вјерски објекти су свједоци некадашњег и садашњег духовног живота људи који су настањивали и настањују Републику Српску. Главне, историјски утемељене религије (вјере) у Републици Српској су: православље, римокатоличанство, ислам и јудаизам. Заступљене су кроз: Српску православну цркву, Римокатоличку цркву, Исламску заједницу у Босни и Херцеговини и Јеврејску заједницу. Доминантна религија у Републици Српској је хришћанство, односно православље. Према службеним подацима Републичког завода за статистику на попису становништва 2013. годинее, православни вјерници чине скоро 83% становништва Републике Српске. У мањем проценту су заступљени и исламски вјерници (12,77%), католички вјерници (2,20%), протестанти (0,02%) као и припадници јудаизма (0,001%).

## Историја
Иако су у већем дијелу античког доба становници територије данашње Републике Српске углавном били пагани, дио подручја данашње Републике Српске око Сербинума на сјеверу данашње Српске и Скелана и Домавије на истоку Српске је представљао један од раних центара ширења хришћанства у Римском царству.
Срби су примили хришћанство у 9. вијеку. Након раскола Хришћанске цркве 1054. године, на подручју данашње Републике Српске је доминирало православље, док се са сјевера ширио католицизам, а из централних дијелова регије Босне ширило се богумилство.
Током османске владавине, на подручју данашње Републике Српске су, поред православних Срба, живјели и исламизовани Срби, а у мањем броју и други народи католичке, исламске или православне вјере, као и Јевреји.
Крајем 19. и у првој половини 20. века, када територија данашње Републике Српске долазе под управу Аустроугарске монархије, на ове просторе се почињу насељавати многобројни народи католичке и протестантске вјероисповijијти (Нијемци, Мађари, Словаци, Пољаци, Чеси, Украјинци итд).

## Вјерска демографија
Према службеним резултатима Републичког завода за статистику на попису становништва 2013. године спроведеном на подручју Републике Српске, прикупљени су и подаци о вјерској припадности становништва.
| 2013                               | 2013      | 2013  |
|                                    | Број      | %     |
| ---------------------------------- | --------- | ----- |
| Православна                        | 969.315   | 82,82 |
| Католичка                          | 25.763    | 2,20  |
| Протестантска                      | 298       | 0,02  |
| Остале хришћанске вјероисповијести | 2.544     | 0,21  |
| Исламска                           | 149.435   | 12,76 |
| Јудаистичка                        | 13        | 0.00  |
| Источњачке вјероисповијести        | 84        | 0.00  |
| Остале вјероисповијести            | 5.790     | 0.49  |
| Агностици                          | 1.223     | 0.10  |
| Атеисти                            | 5.784     | 0.50  |
| Укупно                             | 1.170.342 | 100   |

## Хришћанство
Најстарији помен о хришћанској цркви на територији данашње Републике Српске је спомен о хришћанској цркви у Босни 530. и 532. год. на црквеним саборима у Солину, кад су Босном владали Источни Готи. На овим саборима се говори о ecclesia bestoensis (црква зеничка) и њезином епископу Андрији. Подаци из овог периода су веома штури, а више података постоји тек од периода након 960. године кад је Босна послије смрти владара Часлава постала привремено самостална, јер је дотле била под Србијом, и из 11. вијека кад се коначно одбојила од Србије. Дијелови територије на којима се данас налази Република Српска су током владавине кнеза Часлава били хришћански простори, првобитно припадајући драчкој и спљетској архиепископији, затим долази до промјене црквене јурисдикције па је до 1067. године овај простор био под барском, а од 1078. године припао је дубровачком архиепископу. За вријеме владавине српских банова Борића и Кулина, територијом тадашње Бановине Босне, која се простирала и на територији данашње Републике Српске превладао је утицај православне источне цркве са словенским богослужењем, јер папин посланик Јован де Казамарис пише 1203. године папи Иноћентију III сљедећи извјештај: "Осим тога да знате, да у држави босанског бана Кулина нема већ само једна епископија, и сад је управо умро епископ. Ако може бити, да се ту постави какав Латин." Из тога се види, да је све до 1203. године био у Босни само један епископ и да су већ тада њезини епископи и свештеници били за источни обред и словенско богослужење. У борби између источне и западне цркве, као и због борби за црквеном превласти на територији данашње Републике Српске, архиепископа спљетског и дубровачког, појавила се самостална православна босанска црква између 1190. и 1199. године, кад је Кулин бан са својом породицом и 10.000. најугледнијих поданика прекинуо сваку везу с папама.
За вријеме владавине династија Котроманић, и Косача теритроријом данашње Републике Српске, постојале су три епископије у Босни, и четврта у Хуму. Најстарија је босанска епископија с епископима, који су називани дједови и гости, а они се недвојбено убрајају у православне зато, што су припадали народној босанској цркви, чија догматска наука, се ничим не разликује од православне. Са падом краљевине Босне под владавину Османлија 1463. године, дошло је до краја цркве босанске, а већи део њених вјерника који су остали хришћани се прикључио српском православљу, док је мањи број њих пришао католичкој цркви. За вријеме владавине краља Драгутина, Усрором и Соли, основана је друга епископија, а дабарска и хумска епископија коју је 1219. године основао први српски архиеписком Свети Сава за области Хумске Земље и Травуније (данашња Херцеговина), са сједиштем у манастиру Богородице Стонске у тадашњем главном хумском приморском месту Стону (данашње дубровачко приморје), потпале су под Краљевину Босну за вријеме краља Стефана Твртка I. Стари босански епископи имали су сједиштте у Јањићима, срез зенички. Сједиште епископа Драгутинове управне територије, која се у великој мјери поклапа са територијом данашње општине Теслић у Републици Српској није познато. Дабарски епископи били су у манастиру Бањи и жупи Дабрубањанима између Прибоја и Вишеграда, а хумски, кад је Хум потпао под Босну, су имали сједиште у Петропавловскоме манастиру на ријеци Лим, пренијевши у њега своју столицу из Стона почетком 14. века.

### Православље
Према службеним подацима Републичког завода за статистику на попису становништва 2013. године, припадницима православне вјероисповијести се изјаснило 969.315 грађана Републике Српске.
Православље на територији Републике Српске има дугу историју и традицију. Већина становника Републике Српске су вјерници Српске православне цркве. Поред Срба, у православне вјернике у Републици Српској се убрајају и Црногорци, Македонци, један дио Украјинaцa, Руси, Румуни, Русини и Каравласи. Православље је доминантно на цијелој територији Српске, укључујући подручја Подриња, на истоку Српске као и нека мјеста у Посавини, на сјеверу Српске гдје постоји већи број припадника исламске и католичке вјероисповијести. Православље је доминантно у свим службеним градовима Републике Српске. Највећи број православних вјерских објеката у Републици Српској, су под јурисдикцијом Српске православне цркве док постоји и одређен број вјерских објеката Руске православне цркве и Украјинске православне цркве, самоуправне цркве с правима широке аутономије у склопу Московског патријархата.

#### Руска православна црква
Број православних Руса, на територији Републике Српске је у порасту, након што су Република Српска, а првенствено њен најјужнији град Требиње постали интересантни за руски народ. Требиње је протеклих година постало други дом великом броју Руса, који су се у ове крајеве доселили из разних регија матичне Русије.
У Угљевику је након Одбрамбено-отаџбинског рата, изграђен објекат руске православне цркве. Храм Светог Александра Невског подигнут је за потребе руских војника стационираних у Угљевику у окиру мировне мисије у БиХ. Након њиховог одласка на Косово 1999. године, храм је по указу руског патријарха Алексеја Другог припао Епархији зворничко-тузланској.
У Ритешићу у близини Добоја у току је градња руског манастира. Овај вјерски објекат посвећен је Светој Матрони Московској, и једини је такве врсте на овим просторима. По завршетку изградње манастира, предвиђено је да га води женско свештенство, а монахиње би биле из различитих православних земаља свијета.
У Манастиру Свете Петке у Бијељини, изграђена је крипта посвећена Светом Сергију Радоњешком, у којој се налази честита његовим моштију.
У насељу Мокро, на магистралном путу између Пала и Сокоца, у организацији Руског културног центра из Источног Сарајева, гради се руска православна црква, чији радови су у завршној фази градње.

##### Украјинска православна црква
Мали број Украјинаца у Републици Српској, тек њих око 2% су православне вјероисповијести и припадници Украјинске православне цркве у саставу Руске православне цркве. Велики број припадника украјинског народа, је у времену постојања Краљевине Срба, Хрвата и Словенаца, прешао у православље под окриље Руске православне цркве. Украјински православци у Републици Српској, живе у насељу Хрваћани, гдје се налази украјинско-руска православна црква, једини објекат у коме православни Украјинци обављају богослужење. У Прњавору је 1937. године саграђен Украјински православни манастир који је због дотрајалости срушен 1968. године.

#### Српска православна црква
Велики везир Мехмед Соколовић чини Српској православној цркви услугу од највеће историјске важности помажући њено организовање, које је знатно олакшало српском народу подношење све тежег турског јарма. Стога је обновљена Пећка патријаршија, под коју су заједно с осталим српским крајевима потпале и територије данашње Републике Српске, имала не само вјерско, него и велико политичко значење. Српска црква тада је склопила компромис с турском државом, а народ је признат као српски народ, али се у исто вријеме испољавала код свега српског народа и жеља за духовним јединством које је и постојало од 1557. до 1766. године. Под Турцима, територија данашње Републике Српске се дијелила на санџаке: врхбосански или касније босански, херцеговачки и зворнички, па су према тој подјели биле и три епископије: Дабарска или Дабробосанска са сједиштем у Бањи и Рмњу, а од 1717. године у Сарајеву. Послије 1557. године основана је нова епископија у Херцеговини, поред пређашње Хумске, која је пренесена у Никшић у 16. вијеку, али је сасвим нестаје у 18. вијеку, те тако остаје само Требињска у манастиру Тврдошу, или Херцеговачко-захумска; њу крајем овога периода пренесоше у Мостар. Кад је установљена Зворничка епархија, не зна се тачно, али се помиње у првој половини 16. вијека, као дио охридске архиепископије, а касније је названа тузланском. Те три епархије егзистирају и у данашњем времену, с тим што се од Дабробосанске митрополије, крајем 20. вијека одвојила и конституисала као ново управно тијело СПЦ, Епархија бањалучка.
Епископски савјет Српске православне цркве у Босни и Херцеговини је 2001. донио одлуку о оснивању Катихетског одбора. Он је, поред осталог, дужан да брине о програму и уџбеницима за вјеронауку, као и о полагању стручних испита за вјероучитеље у Републици Српској и Федерацији Босне и Херцеговине.
На челу Катихетског одбора се налази један од владика у саставу Епископског савјета, а њега поставља и разрјешава Епископски савјет.

#### Црква босанска
Босанска црква, није била богумилска или патаренска, јеретичка. Босанска црква означава источну и православну цркву у Бановини и Краљевини Босни, као што се српском називала иста црква у Србији. Српска православна црква била је ближе Византији и њеном утицају, а њезино стање било је увијек повољније зато, што се није морала непрестано борити с римокатоличком црквом, јер ова због добре црквене организације Светог Саве и јаке државе за вријеме Немањића ни уз угарску заштиту никад није могла у Србији поставити јаке коријене. Босанска црква са својим словенским богослужењем, када се Босна крајем 11. вијека коначно одвојила од Србије, користећи се сукобом између спљетске и дубровачке архиепископије и тадашњом слабом организацијом западне цркве на територији данашње Републике Српске, започиње самостално своју организацију крајем 12. вијека вијека и настављa је у 13. вијеку вијеку, али одмах наилази у свом раду на отпор римске цркве, која није хтјела допустити да простор данашње Републике Српске који је тада улазио у састав Бановине Босне потпадне под источноправославни утицај, јер су папе ову земљу и њене хришћане увијек сматрали као своје подручје, а ту борбу заоштравала је Мађарска својим претензијама. Организација босанске цркве римокатолицима је била још непријатнија, кад су видјели, да се одбацује папино поглаварство и ствара посебна вјерска управа по источном обичају. Та вјерска управа или јерархија босанске цркве имала је чисто народна имена и називе свештеничких чинова, јер се спомињу: Милован, Милоје, Радослав, Радин, итд. као и дјед, гост стројни, старац, крстјанин, рјеђе епископ, а световњаци су се с поносом звали: крстјани, добри крстјани или добри Бошњани. Та народна имена босанских епископа и остали јерархијски називи доказују, да то свештенство није припадало латинском обреду, коме је народ на овим просторима још од времена Методијевих ученика окренуо леђа, као што су се против њега дуго борили и Хрвати, те је и све јерархијске називе при провођењу организације своје цркве хтио обиљежити народним изразима, док је српска православна црква у Србији степене јерархије обично називала грчким ријечима под утицајем грчко-византијске цркве, с којом је увијек имала додира због блиског сусједства. Падом српске Краљевине Босне 1463. године под Турке, нестало је и самосталне босанске цркве, јер њу и српску православну цркву у Србији послије 1459, задеси иста судбина — турско ропство и борба с грчком црквеном влашћу, чиме се сад те обје сестринске цркве потпуно изједначише и још више духом ујединише.

#### Неканонско православље
Неканонско православље или алтернативно православље је назив за различите вјерске јурисдикције, групе и заједнице које себе сматрају православним, а које због црквено-канонских и историјских прилика нису признате од стране православних помјесних цркава и не налазе се са њима у канонском општењу. Српска истински православна црква је неформално удружење грађана основано 1995. године а које дјелује као повјереништво Истински православне цркве Грчке на територији Србије. Истински православна црква Грчке, као главна црква српских старокалендараца, настала је као посљедица раскола у Грчкој православној цркви који се десио 23. марта 1924. године. Тога дана Грчка православна црква извршила је календарску реформу и заменила јулијански календар новојулијанским или миланковићевим календаром. Припадници старокалендарске цркве у Републици Српској су под директном јурисдикцијом Грчке истински православне цркве. У Републици Српској активан је и катакомбни манастир Светог Великомученика Георгија, који је под канонском надлежношћу Епархије Рашко-призренске у егзилу.

##### Грчка истински православна црква
У Републици Српској живи мањи број вјерника грчке истински православне цркве, позната и као старокалендарска црква, која представља вјерску заједницу неканонског православља. Непризната је од стране Васељенске патријаршије и осталих помјесних цркава. Када је 1924. године званична паравославна црква прихватила нови календар, одређен број свештенства и вјерног народа није се поминовао тој одлуци, одлучивши да остану припадници православне цркве која у свом богослужењу практикује стари календар, Оно што је специфично за старокалендарску цркву је слоган „православље или смрт“, што у ствари значи да се истинског православља не одричу ни по цијену смрти.
У Селу Пипери у близини Лопара, налази се женски манастир грчке истински православне цркве, посвећен Успењу пресвете Богорродице, чији духовник је отац Методије. Број вјерника старокалендарске цркве су у Републици Српској процјењује на неколико десетина до стотину.

##### Епархија рашко-призренска у егзилу
Бивши епископ рашко-призренски Артемије (Марко Радосављевић) којег је Свети архијерејски сабор СПЦ рашчинио 2010, тренутно у Србији, укључујући Космет, у својој Епархији рашко-призренској у егзилу, има више од 120 монашких и мирских свештенослужитеља, у тридесетак такозваних катакомбних манастира. Као епископ Епархије рашко-призренске од 1991, владика Артемије повео је спор пред судом у Стразбуру тражећи заштиту и обештећење због „насиља учињеног – под окриљем КФОР-а – над имовином СПЦ, свештенством и народом на Косову и Метохији”. Убрзо одбија захтјев Синода да повуче тужбу, касније долази и до канонског сукоба, па постаје први српски владика у историји који је екскомунициран. Данас столује у Манастиру Новој Никеји, центру Епархије рашко-призренске у егзилу, који се налази у ваљевском селу Лелићи. Катакомбе су познате из првог времена хришћанства, кад је оно било гоњено и хришћани се крили по пећинама, подрумима, гробовима. По њима су катакомбе Епархије рашко-призренске у егзилу добиле име, а сад их је више од 35.
Са благословом Његовог Преосвештенства епископа рашко-призренског и косовско-метохијског у егзилу Г. Г. Артемија, у недељу, 5. јула 2015. године, одслужена је прва Литургија у новооснованој катакомби – манастиру Светог Великомученика Георгија недалеко од Бања Луке. Налази се у селу Доња Јошавка у општини Челинац. За духовне потребе вјерног народа одређен је јеромонах Платон (Бабић). Прву свету архијерејску литургијуитургију у овом манастиру служио је Његово Преосвештенство хорепископ старорашки и лознички Г. Г. Николај уз саслужење протосинђела Иринеја и јерођакона Партенија. Литургији је присуствовало педесетак вјерника из разних крајева Републике Српске и мањи број вјерника из Србије.

### Католицизам
Према службеним подацима Републичког завода за статистику на попису становништва 2013. године, припадницима католичке вјероисповијести се изјаснило 25.763 грађана Републике Српске.
Још од средњег вијека, католицизам игра значајну улогу на овим просторима. Бројни монашки редови доносили су католичку духовност и промјене у друштвени живот. У том периоду, а и након њега, изграђени су многи самостани, катедрале и друге богомоље католика. У њима су сачуване књиге и умјетнине велике културолошке вриједности. Такви објекти, од великог значаја за припаднике католичке религије, налазе се данас и на простору Републике Српске.

#### Римокатоличка црква
У периоду између 1234 — 1239. Мађари су водили војне походе и крсташке ратове против Бановине Босне и бана кога су сматрали вођом јереси. Мађари су ратовали с Босном и 1244. године, али ипак од времена тих угарских навала за вријеме владавине бана Матеја Нинослава почиње се у Бановини Босни ширити и уређивати римокатоличка црква под управом Ивана, доминиканца, и по народности Нијемца. Папе Гргур IX и Иноћентије IV на молбу угарскога краља Беле IV одвојили су римокатоличку бискупију у Босни од дубровачке надбискупије и потчинили је калочком, угарском надбискупу, из чега се такође виде мађарске претензије на Босну. Под тим надбискупом остала је босанска римокатоличка црква све до 1852. године, а епископ се већином налазио у Ђакову јер се у Босни није могао одржати због несређених прилика.

##### Доминиканци
Први помен доминиканаца на територији данашње Републике Српске, видљив је у писму папе Гргура IX, од 10. октобра 1233. године упућено приору и редовницима доминиканског самостана у Краљевини Босни. Долазак доминиканаца на ове просторе, као и њихову почетну дјелатност записује и документује приор Петар из Бодрога у дјелима издатим у Угарској 1259. године. Највећи дио података о доминиканцима и њиховом дјеловању, се односи на околину Козарске Дубице. Осим представника доминиканског реда, који су вршили дужности босанских и требињско-мрканских бискупа, током 15. вијека одређен број припадника доминиканског реда, службовао је на двору краљева Босне. Након што фрањевци преузимају све инквизиторске обавезе у Краљевини, престало је и формално право доминиканаца за службовањем на овим просторима. Посљедњи доминиканац, који је обављао дужност босанског бискупа, био је Габријел Полгар, који се на том положају задржао 1493. до 1501. године.

##### Траписти
Траписти се развијају из реда цистерцита када је средином 17. вијека опат Ранце у поменутом самостану „Ла Трапе” у Француској, по коме ред и добија име, започео реформу која се састојала у враћању на строгу дисциплину из времена светог Бенедикта, великог реформатора цистерцитског реда. Тако су траписти реформирани цистерцити који заједно са картузијанцима чине два најстрожија реда у Католичкој цркви. У свијету данас постоји 95 мушких и 64 женска трапистичка самостана, а једини мушки на подручју простора бивше Југославије је Опатија „Марија Звијезда” у бањалучком насељу Траписти. Први траписти који су дошли у Бању Луку били су Нијемци, а они познају технологију производње пива. Народ је у овим крајевима пекао ракију, и то лошу, па су се људи од ње често разболијевали. Франз Пфанер, оснивач самостана, направио је болницу за ову врсту болесника и лијечио их пивом. Данас се то пиво зове Нектар, а некад се, по својим оснивачима, звало Трапистичко пиво. За годину оснивања Бањалучке пиваре узима се 1873. године, што је дјеломично тачно јер се тек шест година послије кренуло са индустријском производњом пива, а до тада су га траписти правили само за своје потребе. Оно по чему су редовници трапистичког реда нарочито познати је и производња сира Траписта. Производња сира траписта започела је поновно 1882. године, када је у бањалучки самостан стигао опат Игнације из француског самостана „Порт-ду-Салут”. У почетку је сир прављен само за потребе самостанске заједнице, а касније су га правили и за тржиште Аустрије и Угарске, али и цијеле Европе.

##### Фрањевци
Послије дуже међусобне борбе између 1248 и 1291. године, фрањевци су на територији данашње Републике Српске, као инквизитори, сасвим замијенили доминиканце, а у великом броју Фрањевци су дошли у првој половини 14. вијека, те својим вјештим радом знатно допринијели ширењу и утврђењу римокатоличке вјере. Први фрањевци су већином били Нијемци, а мањи број је био Италијана и Хрвата, док послије извјесног времена Италијани су постали већина. Рим је италијанске фрањевце нарочито слао, јер их је сматрао као најпоузданије, а и због тога што је билло врло мало фрањеваца поријеклом из Бановине Босне.
Током 1291. године Фрањевци долазе у Сребреницу и у насељу Клиса, граде самостан и цркву Свете Марије, а фрањевачка провинција „Босна Сребрена“ добила је назив по првом самостану у Сребреници. Фрањевачки самостан у Сребреници постао је познат и по томе што га је приликом освајања Босне посјетио сам султан Мехмед Фатих и тада му поклонио „сребрени лакат“, неки реликвијар поријеклом из Далмације. На локалитету Клиса у Сребреници постоје и данас трагови два објекта, цркве и самостана. Према тим траговима, црква Свете Марије показује се као четвртаста дворана са правоугаоним кором (светиштем). Дужина зграде износи око 17 метара, ширина лађе 8 метара, а кора око 5 метара. Остаци цркве Свете Марије су конзервисани, а 1991. године, у знак 720 година од доласка Фрањеваца у овај крај, обновљена је и стављена у функцију. Овдје се редовно одржавају мисе задње недјење у мјесецу.

#### Источне католичке цркве
Источне католичке цркве су цркве које припадају различитим источним обредима, а налазе се у пуном су јединству са Римокатоличком црквом. Источна католичка црква на територији Републике Српске, има значајан број вјерника, углавном припадника украјинског народа, чији вјерски живот је организован под јурисдикцијом Гркокатоличке цркве у Хрватској и Србији.

##### Гркокатоличка црква
Гркокатоличка црква у Републици Српској је источна католичка црква грчко-византијског односно словенског обреда која је у пуној унији са Католичком црквом. Јурисдикцију над гркокатолицима у Српској има Крижевачка епархија, која поред Републике Српске обухвата подручја Хрватске и Словеније. У Републици Српској постоји већи број вјерских објеката гркокатолика, док се централна катедрална црква Христа Царја налази у Бања Луци, при парохији Криста Царја формираној 1917. године.
Доласком Украјинаца гркокатолика формирају се гркокатоличке парохије на простору данашње Републике Српске. Скоро све жупе су сконцентрисане у западном дијелу Српске. Од одсивања првих жупа, гркокатолици никад нису успјели да се изборе за самосталну епархију чија би јурисдикција био само простор Републике Српске, с обзиром да у Федерацији БиХ, број гркокатолика је занемарљив, па су кроз цијелу историји овдашњи гркокатолици потпадали углавном под Крижевачку епархију. На мјесто укинутог Босанско-славонског викаријата 2005. основан је декретом Ординаријата Крижевачке епархије „Гркокатолички викаријат Крижевачке епархије у Босни и Херцеговини“. Тада је викаром (синђелом) именован протојереј ставрофор Михал Стахнек. Викаријат је поновно потврђен 2. октобара 2009. с називом „Гркокатолички викаријат у Босни и Херцеговини“. На простору овог викаријата, као и цијеле Републике Српске живи само неколико домаћих жумберачких гркокатоличких породица у Бања Луци, док већину од неколиколи хиљада вјерника чине Украјинци. Сједиште викаријата је у Трнопољу код Козарца.

### Протестантизам
Према службеним подацима Републичког завода за статистику на попису становништва 2013. године, припадницима протестантске вјероисповијести се изјаснило 298 грађана Републике Српске.
Протестантска Хришћанска заједница, је црква протестантско-еванђеоског вероисповедања. Протестанти представљају треће крило хришћанства, поред Римо-Католичке и Православне цркве. По свом уређењу Протестантска Хришћанска заједница је слободна црква, конгрегационалног уређења, што значи да организационо цркву воде вјерници, а не црквена хијерархија. Свештеник цркве је један од вјерника, коме је повјерена част да представља цркву. Протестантизам се на територији Републике Српске појавио, након окупације ових простора од стране Аустроугарске монархије, првенствено звог насељавања бројних европских народа на простор тадашње Босне и Херцеговине. У Републици Српској постоји само једна регистрована заједница вјерника Протестантске хришћанске заједнице, и налази се у Бања Луци. Евангелистичке или еванђеоске цркве представљају подгрупу у оквирима протестантизма, а у Републици Српској постоје четири регистроване еванђеоске цркве. Протестанти у Републици Српској су, у највећем проценту дио мађарског народа и Словаци. Адвентизам је грана протестантизма која је настала у 19. вијеку као дио Другог великог буђења у Сједињеним Америчким Државама.
На територији Републике Српске, Протестантска Хришћанска заједница, је највише активна у највећем граду Српске, Бањалуци, гдје је регистрована вјерска заједница са називом Протестантска црква „Хришћанска заједница”

#### Адвентизам
У Републици Српској дјелује и Адвентистичка црква, која је дио протестантске вјерске заједнице. Хришћанска адвентистичка црква организована је путем делегатског система, што значи да ауторитет Цркве почива на вјерницима мјесних цркава. Адвентистичка црква у државама на простору бивше Југославије је подијељена на црквене области. Сједиште западне црквене области је у Бањалуци, гдје се и налази највише вјерника. Хришћанска адвентистичка црква је у бившој Југославији била подијељена на четири управне области, а такву организацију је задржала и после рата. Југоисточна управна област, Сјеверна управна област и Јужна управна област су имале сједиште у градовина на територији Србије, а Југозападна управна област је имала сједиште у Сарајеву. Југозападна управна област је због рата, од 1992. године, премјестила своје сједиште у Београд. Године 1995. више их је од седамстотина, подијељених у шест пасторалних округа са сједиштима у Сарајеву, Бања Луци, Приједору, Градишци, Добоју, Бијељини, са двадесет и три молитвена дома. Након окончања ратних сукоба рајем 2000. године, адвентисти развијају живу прозелитску активност за територију Републике Српске, из новог сједишта ове управне области, које се налази у Бјељини.

#### Баптизам
За разлику од многих других вјерских покрета током историје, почеци баптизма не могу се одредити с највећом прецизношћу. Не постоји један јединствени догађај, нити појединачна личност којима би се могли приписати почеци овога покрета. Његове коријене треба тражити у читавом низу вјерских догађања у Енглеској крајем 16. и нарочито почетком 17. вијека, а у много мањој мјери и у појединим вјерским покретима и у другим западноевропским земљама, посебно менонитском у Холандији. Баптизам се као вид протестантизма појавио на просторима данашње Републике Српске, након насељавања страних народа на територију нове аустроугарске јединице, Кондоминијума БиХ. Прва баптистичка црква на просторима данашње Српске је основана у Сарајеву 1863. а тек након Првог свјетског рата у Краљевини СХС, а самим тим и на просторима данашње Републике Српске, јој је била законом призната вјероисповијест. Током Другог свјетског рата многи баптисти сарађивали су са фашистичким режимом и посебно са Гестапоом. Број вјерника баптистичке цркве у Републици Српској је мали, а претпоставља се да износи око 100 вјерника. Забиљежено је да је 1890. у Сарајеву живјело 20 баптиста, те да се тај број с
деценијама није много увећао.
Током мјесеца септембра 2020. године у Источном Сарајеву је своје просторије отворила Хришћанска баптистичка црква. Просторије Баптистичке цркве, налазе се у Хиландарској улици на територији општине Источно Ново Сарајево, а ова вјерска заједница представља прву вјерску заједницу протестантског учења на територији Источног Сарајева.

#### Евангелизам
Највећи број протестаната на територији Републике Српске су припадници евангелистичке заједнице. Заједница словачког народа у Српској је 2009. године отворила Словачка евангелистичка црква, а ријеч је о првом вјерском објекту те врсте у Републици Српској. Црква је изграђена донацијом Словака који живе у Семберији, уз помоћ Града Бијељина и Словачке амбасаде у БиХ. У Бијељини данас живи између 20 и 30 словачких продица, припадника евангелистичке заједнице. Њемци који су до почетка Другог свјетског рата насељавали Ново Село код Бијељине, били су припадници Евангелистичке цркве, а у центру Новог Села, данас се налази катедрала из тог периода.

#### Пентекостализам
Пентекосталци су једна од харизматских вјерских група у хришћанству. Они посебно наглашавају значај крштења у Светом духу. Име су добили по празнику Духови (грч. πεντηκοστή, Пентекост) када се, по библијском предању, Свети дух спустио на апостоле. Град који је родно мјесто пентекостализма на територији данашње Републике Српске је Брчко, гдје се ова група вјерника први пут појавила 1957. чиме је Брчко постало центар пентекостализма, одакле су се шириле мисијске станице, од којих је једна основана и у Требињу.

### Остале хришчанске вјероисповијести
Према службеним подацима Републичког завода за статистику на попису становништва 2013. године, припадницима осталих хришћанских вјероисповијести се изјаснило 2.544 грађана Републике Српске.
Поред три главне гране хришћанства, православља, римокатолицизма и протестантизма, временом су се јавиле и друге религијске групе настале издвајањем од старијих грана. Међу друге цркве које су се прогласиле за „хришћанске“, али које се удаљују од поменуте класификације спадају Мормони и Јеховини свједоци, чије је присуство постојано и на територији Републике Српске. На територији Републике Српске у историји је забиљежено и постојање Назарена.

#### Јеховини свједоци
Јеховини свједоци су најбројнија и најорганизованија мањинска вјерска групација у Републици Српској. На територији Републике Српске дјелују од самог краја рата, а број припадника ове вјерске заједнице износи око 1.000. Активне заједнице Јеховиних свједока, дјелују у Бања Луци, Бијељини, Добоју и Зворнику. Најактивнија заједница Јеховиних свједока у Републици Српској се налази у Бијељини, са сједиштем у Јерменској улици, гдје се редовно одржавају богослужења, и састанци ове вјерске групације. Јеховини свједоци не славе рођендане, нити вјерске празнике, одбијају служење војног рока, не желе гласати на изборима, нити одати част и поштовање држави и њеној застави, а сматрају се најактивнијим мисионарским радницима. Њихови чланови имају обавезу да обилазе приватне куће и станове како би у свом „мисионарском походу” проповиједали учење, а једном годишње славе „спомендан”, тврдећи да га треба одржавати на библијску годишњицу Христове смрти.

#### Мормони
Мормонска заједница у Републици Српској се активирала почетком 21. вијека, доласком страних мисионара, првенствено из централне цркве Исуса Христа светаца последњих дана. У септембру 2012. године у Сарајеву је регистрована прва мормонска црква, која је понијела назив Црква Исуса Христа светаца последњих дана у којој се јавна богослужења обављају сваке недјеље. Активно дјеловање мормонске заједнице у Републици Српској присутно је само у Бања Луци.

#### Назарени
Постојање вјерника који се изјашњавају као назарени, било је примјетно у Бијељини почетком 20. вијека. Један од бијељинских Словака из угледне породице Шимон, Михајл је постао назарен. Свештеник ове вјерске групације у Бијељини је био Јово Дорошки, а религиозне обреде су обављали у импровизованој Скупштини у Галамића сокаку у Бијељини. Скупштине су места где се одржава Богослужење Хришћанске назаренске заједнице. Како се припадници те религиозне групе нису имали гдје сахрањивати, Михајл Шимон је поклонио једну парцелу своје земље за гробље. То се десило око 1920. године. Карактеристично за назарене је да на њиховим гробовима, нема надгробних обиљежја карактеристичних за друге религије, па је данас немогуће утврдити колико је назарена сахрањено у словачком гробљу у Бијељини.

## Ислам
Према службеним подацима Републичког завода за статистику на попису становништва 2013. године, припадницима исламске вјероисповијести се изјаснило 149.435 грађана Републике Српске.
Ислам је у Републици Српској, након Православља најбројнија вјерска заједница. На територији данашње Републике Српске Ислам се први пут појављује, у времену окупације Краљевине Босне, и Војводства Светог Саве од стране Османлија у 15. вијеку. Доласком Османског царства, велики број православног становништа је присилно преведн у Ислам, док је одређен број прешао добровољно. Процес преласка на ислам се убрзао са настанком муслиманских насеља окупљених око исламских културних установа попут џамија и текија. Најокрутнији начин преласка у ислам је представљао Данак у крви, систем прикупљања младих дјечака из освојених хришћанских земаља у Османском царству, као вид редовног опорезивања са циљем да се направи вијерна робовска војска (коју су раније чинили ратни заробљеници) — Аџеми оџак односно јањичари, и класа (војних) администратора. Најзначајнији представник, оваквог вида преласка у Ислам са територије данашње Републике Српске је Мехмед-паша Соколовић, поријеклом Србин из Херцеговине, рођен у селу Соколовићи близу градића Рудо, а право име му је било Бајица Соколовић.
По самом доласку на ове просторе Турци су изградили велики број џамија, од којих су на територији Републике Српске најстарије бањалучке џамије Бехрам бегова изграђена 1560. године, Ферхадија изграђена 1579. године, и Арнаудија изграђена 1594. године, Атик џамија у Бијељини саграђена између 1520. и 1566. године. Најстаријом џамијом у Републици Српској сматра се Царева џамија у Невесињу, која је саграђена између 1481. и 1512. године за вријеме владавине султана Бајазита II, прије званичне турске окупације Војводства Светог Саве.

### Исламска заједница у Босни и Херцеговини
Духовно вођство муслимана у Републици Српској, као и у остатку Босне и Херцеговине се зове Ријасет Исламске Заједнице. Ова организација је одговорна за сва вјерска и шеријетска питања босанскохерцеговачких муслимана у земљи и свијету. Исламска заједница у Босни и Херцеговини чини самостални ријасет и дјелује између осталог и на подручју Републике Српске. Центар јој се налази у Сарајеву. На челу ове исламске заједнице је реис-ул-улема, а заједница има девет муфтијстава на подручју Босне и Херцеговине, од којих се на територији Републике Српске налазе сљедећа: бањалучко, бихаћко, горажданско, мостарско, сарајевско, тузланско и зеничко.

## Јудаизам
Према службеним подацима Републичког завода за статистику на попису становништва 2013. године, припадницима јудаистичке вјероисповијести се изјаснило 13 грађана Републике Српске.
Јудаизам на територији данашње Републике Српске, као и цијелог Балканског полуострва има дугу историју, која сеже у период турске владавине на овим просторима. Протјеривање ашкенаских Јевреја из средње и источне Европе, егзодус сефарда са Пиринејског полуострва због наводног неприхватања хришћанства и појава Османског царства на Балкану кључни су историјски моменти за прекретницу у развоју јудаизма на Балканском полуострву и теритроији на којој се данас налази Република Српска. Доласком на ове просторе великог броја Јевреја, током времена турске окупације, и повећање њиховог броја за вријеме аустроугарске окупације, проширило је јудаизам, као нову религију на ове просторе, укључујући и комплетну территорију Републике Српске. Јевреји су насељвали веће градове, попут Бања Луке, а и мања мјеста попут Бијељине, Вишеграда, Добоја, гдје су изградили већи број синагога, а јудаизам је постао једна од свеприсутних религија, и оставио велики траг у историји тих крајева.
На територији Републике Српске, кроз историју је постојао већи број синагога, које су махом све срушене, а јудаизам као религија сведен на минималан проценат вјерника за вријеме Другог свјетског рата. Током геноцида спровођеног од стране Усташа, срушене су двије синагоге у Бања Луци, синагога у Добоју, Бијељини, Вишеграду, Требињу, као и велики број јеврејске имовине. Број Јевреја који су преживјели рат се смањио након стварања државе Израел, гдје се населио велики број Јевреја из многих земаља свијета.

### Јеврејске општине
У Републици Српској, данас су активне двије јеврејске општине, гдје постоје и објекти у којима Јевреји обављају своје богослужење, које окупљају малобројну јеврејску заједници у Републици Српској. У Јеврејској општини Бања Лука која је основана 1848. године, у склопу Јеврејског културног центра 2013. изграђена је синагога "Илона Вајс", а у Бања Луци као највећем граду Српске, примјетан је и највећи број припадника јудаизма. Друга заједница јеврејског народа је Јеврејска општина у Добоју, основана 1871. година, а у самом граду се налази синагога "Бет Шалом" освјештана у новембру 2003. године, након реконструкције породичне куће Александра Врховског и Ота Каламара.

## Источњачке вјероисповијести
Према службеним подацима Републичког завода за статистику на попису становништва 2013. године, припадницима источњачких вјероисповијести се изјаснило 84 грађана Републике Српске.
У Републици Српској, иако без јавне и видљиве активности живе и вјерници источњачких вјероисповијести, у које спадају: хиндуизам, будизам, конфучијанизам, таоизам, бахаизам, сикизам и друге мање вјерске групације. Број вјерника ових групација је веома мали и без активније организације и самих активности.

## Остале вјероисповијести
Према службеним подацима Републичког завода за статистику на попису становништва 2013. године, припадницима осталих вјероисповијести се изјаснило 5.790 грађана Републике Српске.

### Ваишнавска вјерска заједница
На подручју Републике Српске живи и мањи број припадника Харе Кришна покрета. Друштву за свјесност Кришне у Републици Српској, прикључили су се и грађани Бање Луке, Рогатице и Требиња. Прича о овој вјерској заједници је покренута седамдесетих година, када су први сљедбеници покрета почели долазити на територију Републике Српске, а 1988. године ово духовно знање озбиљније је представљено становницима уз отварање Центра за ведске студије са сједиштем у Сарајеву, а које покрива и територију Републике Српске. Током 2007. године званично је регисторвана и Ваишнавска вјерска заједница, за територију цијеле Босне и Херцеговине. У Центру за ведске студије у Сарајеву живе и монаси који воде аскетски начин живота. Монаси су завјетовани на целибат и нису основали своје породице, а дан им је испуњен пјевањем и молитвом. Сви остали сљедбеници придржавају се четири основна принципа покрета: не једу месу, не коцкају се, забрањена им је интоксикација и упражњавају секс једино с брачним партнером. Овај вјерски Покрет је отворен за све заинтересоване грађане који су посебно позвани на учешће у специјалном програму који се одржава сваке недјеље у 17 сати.

## Агностицизам и атеизам
Према службеним подацима Републичког завода за статистику на попису становништва 2013. године, припадницима Агностика се изјаснило 1.223, а припадницима Атеиста 5.784 грађана Републике Српске.

## Република и вјерске заједнице
За односе Републике Српске са вјерским заједницама задужен је Републички секретаријат за вјере, који делује у склопу Министарства просвјете и културе Републике Српске. На овај секретаријат су пренијети послови бившег Министарства за вјере Републике Српске.
Правни оквир за дјелатност вјерских заједница уређен је Уставом Републике Српске и посебним Законом о слободи вјере и правном положају цркава и вјерских заједница у БиХ. При Министарству правде Републике Српске води се Регистар вјерских заједница у који се уписују вјерске заједнице које своју делатност остварују на подручју Републике Српске.

## Вјеронаука
Вјеронаука је уведена као обавезан предмет у основним школама Републике Српске још 1992. на основу тадашњег Закона о основном образовању и васпитању. Часови вјеронауке се одржавају једном седмично у трајању од 45 минута у склопу распореда часова. Вјеронауку могу предавати дипломирани теолози и лица која су положила стручни испит за вјероучитеље — свештеници или цивили. Епископски савјет, кога чине сви православни епископи у Републици Српској и Босни и Херцеговини, донио је на сједници 2001. одлуку о оснивању Катихетског одбора Српске православне цркве у Републици Српској и Босни и Херцеговини. Катихетском одбору је стављена у дужност брига о програму и уџбеницима за вјеронауку, као и полагању стручних испита за вјероучитеље. Уџбенике православне вјеронауке за коришћење одобрава Министарство просвјете и културе Републике Српске, а садржај програма утврђује Катихетски одбор. Издавање уџбеника се врши с благословом једног од епископа у Епископском савјету.
Ученици основних и средњих школа у Републици Српској, који нису православне вјероисповијести имају могућност да похађају часове католичке или исламске вјеронауке, чије уџбенике и само градиво уређују надлежне вјерске институције.

## Галерија
- Вјерски састав по општинама Републике Српске, 2013. година.
- Удио православаца по општинама Републике Српске, 2013. година.
- Удио исламских вјерника по општинама Републике Српске, 2013. година.
- Удио католика по општинама Републике Српске, 2013. година.